# Graptomyza interrupta
Graptomyza interrupta är en tvåvingeart som beskrevs av Christian Rudolph Wilhelm Wiedemann 1830. Graptomyza interrupta ingår i släktet Graptomyza och familjen blomflugor. Inga underarter finns listade i Catalogue of Life.